# Jimmy Elder
James „Jimmy“ Elder (* 5. März 1928 in Scone; † September 2022) war ein schottischer Fußballspieler.

## Karriere
Elder kam 1944 von den Scone City Boys’ aus dem Juvenile Football in den Junior Football zu den Jeanfield Swifts. Auch bei den Swifts ragte Elder als Halbstürmer heraus und im August 1945 reiste Jack Tinn, Trainer des englischen Erstligisten FC Portsmouth, zu einer Partie zwecks Spielerbeobachtung an. Bereits im Mai war Elders Mannschaftskamerad Ian Drummond zu Portsmouth gewechselt und im September folgte auch Elder an die südenglische Küste. Ausschlaggebend für den Wechsel zu Portsmouth soll auch der Umstand gewesen sein, dass zu Portsmouth-Kapitän Jimmy Guthrie, der auch mit Jimmy Elders Vater in Schottland gespielt hatte, familiäre Beziehungen bestanden. 17-jährig kam er erstmals für Portsmouths Reserveteam zum Einsatz, sein im März 1946 beginnender Militärdienst sorgte aber für eine Unterbrechung. Elder war in Yeovil stationiert und assistierte dort mit Erlaubnis von Portsmouth dem „lokalen Team“ Yeovil Town, bei dem er in der Saison 1946/47 überwiegend für das Reserveteam in der Western League (mind. 5 Saisontore) spielte, hatte aber auch einen Pflichtspielauftritt für die erste Mannschaft.
In der Saison 1948/49 gewann Portsmouth erstmals in der Vereinsgeschichte die englische Meisterschaft, Elder kam dabei nicht zum Einsatz, spielte aber nach Saisonende im Mai 1949 anstelle von Jimmy Scoular während einer Tournee in Schweden und Dänemark mindestens in einer Partie und zeigte dabei eine „sehr zufriedenstellende Leistung“. Zu seinem Pflichtspieldebüt kam Elder in der Erstligasaison 1949/50, im Heimspiel Ende November 1949 gegen den AFC Sunderland (Endstand 2:2) bildete er als Ersatz von Scoular mit Bill Spence und Jimmy Dickinson die Läuferreihe. In der Abwehr kam mit Jimmy Stephen ein weiterer Schotte zu seinem einzigen Saisonauftritt, die beiden spielten später bei Yeovil erneut zusammen. Die Mannschaft verteidigte am Saisonende erfolgreich den Meistertitel, da der Auftritt zugleich Elders einziger Einsatz blieb, reichte es aber nicht für den Erhalt einer Meisterschaftsmedaille.
Im Juni 1950 wechselte er für eine Ablöse von 1000 £ zu Colchester United, der Klub war kurz zuvor in die Football League Third Division South aufgenommen worden. Elder war die erste Verpflichtung von Trainer Jimmy Allen nach der Aufnahme in die Football League. Bei Colchester gehörte Elder als linker Läufer an der Seite von Harry Bearryman und Reg Stewart beim ersten Football-League-Spiel der Vereinsgeschichte zum Aufgebot (0:0 gegen den FC Gillingham), mit dem Duo bildete er für die folgenden vier Spielzeiten zumeist die Läuferreihe. Elder wurde als Spieler mit „Betty-Grable-Beinen“ beschrieben und war mit dem Ruf ausgestattet, keinen Elfmeter zu verschießen. Während seiner fünfjährigen Zugehörigkeit verschlechterten sich die Leistungen des Teams zunehmend. Nach zwei Platzierungen im Tabellenmittelfeld belegte man in der Saison 1952/53 den drittletzten Platz, 1953/54 wurde man Vorletzter und 1954/55 schließlich Tabellenletzter, sowohl 1954 als auch 1955 musste sich der Klub zur Wiederwahl um den Ligaverbleib stellen. In seiner letzten Saison kam er sporadischer zum Einsatz und wurde vermehrt als Verteidiger eingesetzt, bereits im Oktober 1954 ließ er sich auf die Transferliste setzen. Der neue Trainer Benny Fenton entschied sich in der Sommerpause 1955 zu einem Kaderumbruch, unter den zahlreichen Abgängen befand sich auch Elder. Neben 199 Ligaspielen hatte er 13 Partien im FA Cup bestritten, 13 seiner 15 Pflichtspieltore resultierten aus Strafstößen.
Von seinem früheren Portsmouth-Mitspieler Ike Clarke wurde er im Sommer 1955 in die Southern League zum amtierenden Meister Yeovil Town geholt, im dortigen Aufgebot fanden sich mit Brian Edwards, Micky Reid und Jimmy Stephen drei weitere frühere Portsmouth-Spieler. Während in der Liga nach einem dritten Platz in der Saison 1955/56 in den folgenden beiden Spielzeiten nur noch Platzierungen in der unteren Tabellenhälfte gelangen, erreichte man im FA Cup drei Mal in Folge die Hauptrunde. Im FA Cup 1957/58 stieß man bis in die dritte Runde vor, in der man dem Zweitligisten FC Fulham im Craven Cottage mit 0:4 unterlag. Auch bei Yeovil wurde Elder als Verteidiger aufgestellt und hatte einen Ruf als „Elfmeterkönig“; in drei Spielzeiten kam er zu insgesamt 143 Pflichtspieleinsätzen und 24 Toren.
Elder musste seine Laufbahn wegen Arthritis beenden, seinen Lebensunterhalt verdiente er im Anschluss zunächst als Gefängniswärter in Dover, später war er nahe Olney in einer Jugendstrafanstalt tätig. 2019 wurde er als letzter lebender Spieler von Portsmouths Meistermannschaft anlässlich des 70-jährigen Jubiläums zu einem Festessen eingeladen, sein Gesundheitszustand ließ eine Teilnahme aber nicht zu.